# Joseph F. Fraumeni

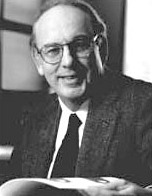
Joseph F. Fraumeni Jr

Joseph F. Fraumeni Jr. (ur. 1933 w Massachusetts) – amerykański lekarz, dyrektor Oddziału Epidemiologii i Genetyki Nowotworów National Cancer Institute w Bethesdzie.
Joseph Fraumeni ukończył Harvard College i został lekarzem medycyny po studiach na Duke University. Specjalizował się z epidemiologii na Harvard School of Public Health. Staż odbył w Szpitalu Johnsa Hopkinsa i w Memorial Sloan-Kettering Cancer Center. Następnie podjął pracę w National Cancer Institute, gdzie od 1975 przewodził Oddziałowi Epidemiologii Środowiskowej (Environmental Epidemiology Branch), w 1979 został dyrektorem Programu Epidemiologii i Biostatystyki, (Epidemiology and Biostatistics Program) a w 1995 dyrektorem Oddziału Epidemiologii i Genetyki Nowotworów (Division of Cancer Epidemiology and Genetics), które to stanowisko pełni do dziś.
Dr Fraumeni zajmował się w pracy naukowej przede wszystkim epidemiologią i genetyką nowotworów, badając zapadalność na poszczególne nowotwory w skali kraju, wpływ czynników środowiskowych na nowotworzenie, rodzinne i genetyczne uwarunkowania nowotworów. Razem z Frederickiem Pei Li opisał w 1969 zespół rodzinnej predyspozycji do nowotworów, znany dziś jako zespół Li-Fraumeni. Lista publikacji Josepha Fraumeni obejmuje ponad 750 pozycji. Jego działalność doceniono, przyznając mu liczne nagrody, w tym Abraham Lilienfeld Award, John Snow Award, James D. Bruce Award, Dr. Nathan Davis Award i Charles S. Mott Prize. Dr. Fraumeni jest członkiem Institute of Medicine, National Academy of Sciences i Association of American Physicians.